# Angie Aparo
Angie Aparo est un chanteur et parolier américain originaire d'Atlanta en Géorgie.

## Albums
- Out of the Everywhere
- The American
- Weapons of Mass Construction (One With the Sun)
- For Stars and Moon
- 9live